# 波恩体育俱乐部
波恩体育俱乐（德語：Bonner Sportclub 01/04)）是德国北莱茵-威斯特法伦州南部波恩的一家足球俱乐部。该俱乐部成立于 1965 年 6 月，由成立于 1901 年的 Bonner FV 和成立于 1904 年的 Tura Bonn 合并而成。俱乐部的颜色为蓝色和红色，与波恩的旧盾徽相一致。比赛场地是北体育公园，可容纳约 10,000 名观众。该俱乐部曾在 1976/77 赛季参加德乙联赛，目前参加中甲联赛。截至 2017 年，邦纳 SC 约有 700 名俱乐部会员。

## 故事
波恩足球俱乐部成立于1965年6月18日，是由波恩足球俱乐部（Bonner FV）和图拉波恩（Tura Bonn）两家俱乐部合并而成。波恩足球俱乐部是一支传统的足球俱乐部，成立于1901年，在20世纪50年代曾在当时的德国足球西部地区联赛（Fußball-Oberliga West）取得过一些成功的赛季。图拉波恩也是一个当地的足球俱乐部，成立于1919年，在较低级别的联赛中活跃。
合并后，波恩足球俱乐部成为了该地区领先的足球俱乐部之一。在早期，俱乐部主要在德国足球联赛的较低级别联赛中比赛。第一个重要的成就是在1977/78赛季，波恩足球俱乐部晋升到了德乙联赛（2. Bundesliga）。这是俱乐部的重要里程碑，为其带来了全国范围内的关注。
在接下来的几年中，波恩足球俱乐部在德乙联赛和德丙联赛之间往返。1985/86赛季，俱乐部再次晋升到了德乙联赛，但只在联赛中呆了一个赛季。在1990年代，俱乐部主要在地区联赛中比赛，直到2008年降级到了西法兰西联赛（Oberliga Westfalen），当时该联赛是德国足球体系中的第五级别联赛。
在降级几年后，波恩足球俱乐部在2015年重新晋升到了地区联赛西部。在接下来的赛季中，俱乐部在该联赛中站稳脚跟，并经常参与保级争夺。
除了体育方面的成就外，波恩足球俱乐部还致力于青年培训和本地青年球员的发展。俱乐部拥有庞大的球迷群体，并在波恩足球文化中扮演着重要角色。
最近，波恩足球俱乐部一直在地区联赛西部中比赛，并努力提升自己的竞技水平，同时加强本地足球社区的凝聚力。